# Duoba
Duoba (chinois : 多巴镇 ; pinyin : duōbā zhèn) est un bourg du xian de Huangzhong, sur la municipalité de Xining, à l'Est la province de Qinghai, au Nord-Ouest de la république populaire de Chine.

## Géographie
Il est composé d'un bourg principal et de la communauté (社区) de duoba (chinois : 多巴社区 ; pinyin : duōbā shèqū) et de 44 villages :
多巴社区、小寨村、双寨村、大崖沟村、韦家庄村、甘河门村、新墩村、康城村、城东村、城西村、王家庄村、城中村、银格达村、丰胜村、国寺营村、石板沟村、扎麻隆村、马申茂村、加拉山村、尚什家村、羊圈村、多四村、指挥庄村、多二村、燕尔沟村、大掌村、多三村、多一村、黑嘴村、沙窝尔村、幸福村、初哇村、玉拉村、合尔营村、丹麻寺村、奔巴口村、油房台村、年家庄村、杨家台村、北沟村、目尔加村、拉卡山村、尕尔加村、中村、洛尔洞村

## Démographie
Selon les chiffres donnés par le gouvernement en 2011 :
- On compte 63 190 personnes sur le bourg, dont 13 278 foyers agricoles comportant 57 695 personnes et 2800 foyers non agricoles pour une population de 5495 personnes. 31 730 personnes travaillent aux tâches agricoles.
- 10 443 étudiants (5837 en primaire, 2790 en secondaire et 1816 en secondaire supérieur) répartis sur 22 écoles.

### Répartition par ethnie
| Nom du peuple | Population | Pourcentage |
| ------------- | ---------- | ----------- |
| Han           | 54 075     | 85,57 %     |
| Hui           | 4448       | 7,03 %      |
| Tibétains     | 3100       | 4,90 %      |
| Autres        | 1567       | 2,47 %      |

## Culture
La communauté de duoba comporte un centre culturel comportant huit sections :
- 2 sections réservées à la littérature, aux arts et aux spectacles vivant
- La troupe de théâtre amateur (业余剧团) du temple Danma (丹麻寺)
- La troupe de théâtre amateur de He'erying (合尔营)
- L'association de l'opéra traditionnel de Duoba
- L'équipe d'éclairagistes (灯影队) du village de Qinfu (幸福村)
- L'équipe d'éclairagistes du village de Guosiying (国寺营村)
- Le musée des pierres extraordinaires de Changyongyuan (常永元奇石馆) du village de Xindun (新墩村)

## Tourisme
- La grande mosquée de Duoba

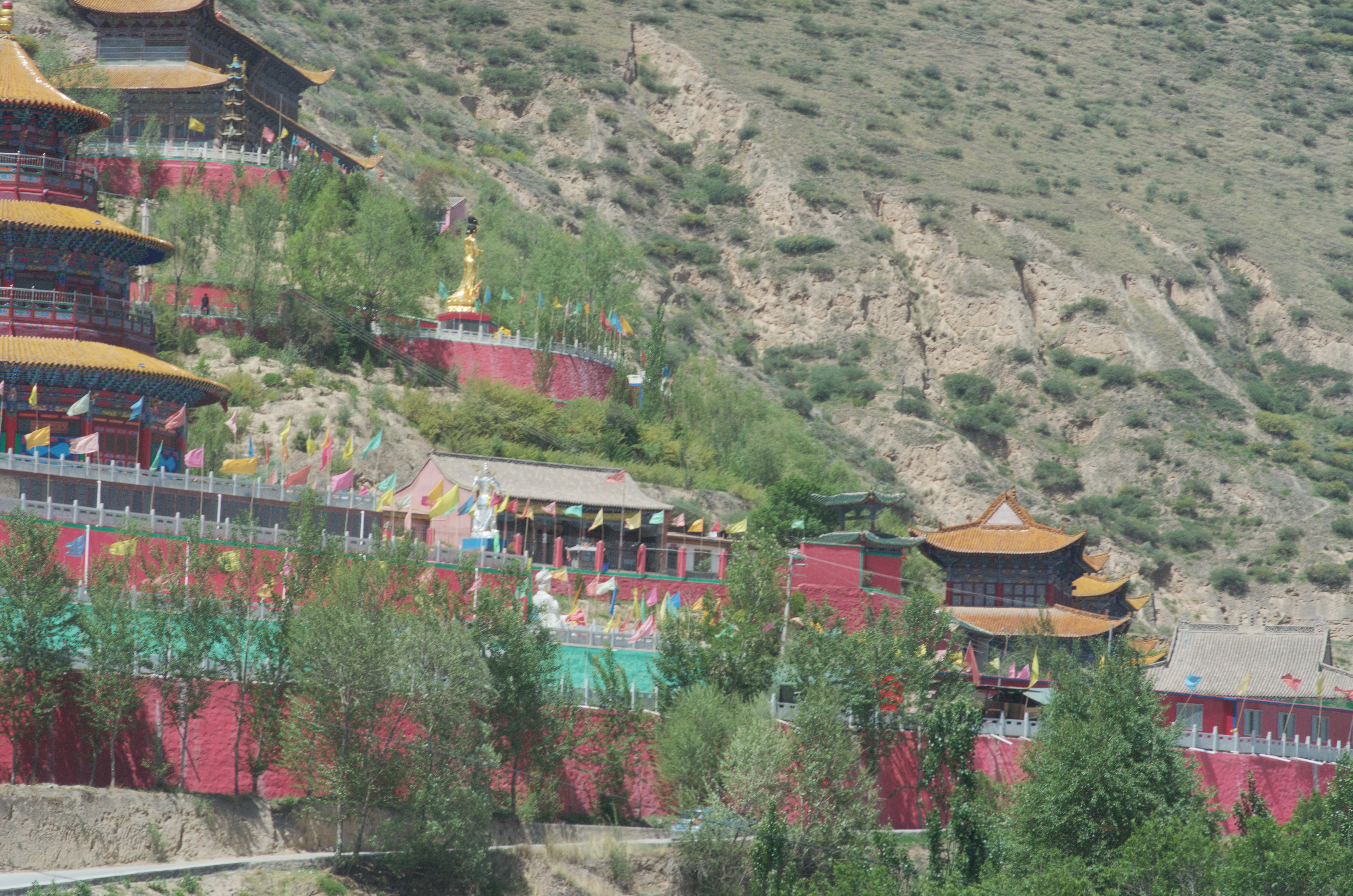
Temple en l'honneur de Jiutian Xuannü

- Le temple taoïste du Mont du Phénix (凤凰山) du village de Lunmalong (扎麻隆村), lieu sacré lié à l'Empereur jaune, à Xuan nü (九天玄女) et à la reine sainte-vierge occidentale (西王圣母).